# Stella Chiweshe
Stella Rambisai Chiweshe Nekati (Mujumi Village, Mhondoro, Zimbabue; 8 de julio de 1946-20 de enero de 2023) fue una música zimbabuense conocida internacionalmente por cantar y tocar la mbira dzavadzimu un instrumento tradicional de los Zezuru, etnia perteneciente al pueblo Shona de Zimbabue, utilizado en el ritual Bira, una ceremonia de invocación de espíritus. Fue una de las pocas mujeres que tocan este instrumento, y aprendió a tocar entre 1966 y 1969.

## Biografía
Chiweshe en la década de 1960 aprendió a tocar la mbira, un piano de pulgares con veintidós láminas de hierro en dos filas, cuando estaba prohibida por el régimen colonial cualquier actividad cultural y  estaba prohibido que una mujer tocara el instrumento:

"En cuanto la escuché, el sonido del instrumento nunca me abandonó. Tuve que tocarlo. Al principio, ni siquiera me permitían andar con una mbira y tenía que pedir una prestada para hacer mi música. Durante las ceremonias, tuve que sentarme en el lado de los hombres, lo que iba en contra de las prácticas de la época. La técnica le fue transmitida por miembros de su familia y luego por otros maestros. Poco a poco se fue aceptando en las ceremonias tradicionales.

Comenzó a tocar en ceremonias espirituales donde en la cultura Shora la mbira conecta con los espíritus de los muertos, aunque estaban prohibidas bajo peligro de encarcelamiento por parte del gobierno colonial. En 1974 después de obtener su independencia formal pudo realizar sus primeras grabaciones. Sus primeras grabaciones de sus composiciones fueron con Teal Record Company el primer sencillo Kasahwa se convirtió en disco de oro. Después de este le siguieron otros veinte sencillos aunque no fueron promocionados. Utiliza instrumentos tradicionales, así como sintetizadores y guitarras eléctricas. En 1979 fundó su banda Earthquake Band después de que la compañía discográfica se negara a grabar. Finalizada la guerra de liberación de 1981 a 1985 fue miembro de la Compañía Nacional de Danza de Zimbabue como solista de mbira, cantante y bailarina realizando giras internacionales por Zimbabue, Mozambique, Congo-Brazzaville, Australia, Alemania, Suiza, Bulgaria, Yugoslavia. India, Italia, Serbia, Dinamarca, Suecia, Finlandia, China, Corea. Países Bajos, Bélgica, Luxemburgo, Francia, Estados Unidos, Croacia, República Checa, Reino Unido, Canadá, Eslovenia, Nueva Zelanda, Polonia y Austria.
Fue a partir de 1985 cuando emprendió su carrera en solitario. Ha realizado numerosas giras por África, Europa, Asia, Norteamérica y Australia. Ha actuado muchas veces en Alemania y también ha participado en el festival WOMAD (1994 en Estados Unidos, en 1995 en Australia y en 2006 en España), grabando sobre todo en el sello alemán Piranha Muzik. 
En 2004 realizó una gira con su hija, Virginia Mukwesha, por Inglaterra.
Es además autora de una obra de teatro, Chiedza, fundadora del "grupo de mujeres de la Madre Tierra en Zimbabue y fundadora de Chivanhu Trust en Zimbabue y también colaboraba con la organización no gubernamental Mother Earth Trust. En 1989,  protagonizó "I Am the Future", una película del cineasta Godwin Mawuru, sobre una joven que va a la gran ciudad para escapar de la guerra de la independencia en las zonas rurales; ha organizado un festival de música en Zimbabue.

## Discografía

### Principales álbumes
- Ambuya (Shanachie Records, 1987)
- Kumusha (1992)
- Kumusha Vol.1 (1995)
- Shungu (1997)
- Healing Tree: Best of Stella Chiweshe (1998)
- Kumusha Vol.2 ~ Stella Chiweshe (1999)
- Shungu Vol.4 (2000)
- Talking Mbira: Spirits of Liberation (2002)
- Double Check (2006)
- Ndondopetera (2007)
- Chakandiwana" - Stella Chiweshe & Michele Longo" (2014)

- Kasahwa: Primeros solteros (2018)
- Ambuya! (2021)

Contribución como Artista 
- The Rough Guide to the Music of Zimbabwe (World Music Network, 1996)

## Premios y reconocimientos
- Reconocida por su gente como Ambuya Chinyakare ("Abuela de la Música Tradicional")
- Maestría en Artes por la Universidad de Harare
- En 2005 recibió dos premios ZIMA uno por ser la contribución más destacada en la industria de la música y por ser "La mejor intérprete femenina de Mbira"